# Паоло Де Матейс
Паоло Де Матейс (на италиански: Paolo De Matteis), Ория (Кампания), 9 февруари 1662 – Неапол, 26 юли 1728) е италиански художник, творил в Кралство Неапол в края на XVII и началото на XVIII век.

## Биография
Установил се твърде млад в Неапол, Паоло де Матейс има за учители, първо Франческо ди Мария, а впоследствие гениалния неаполитански художник Лука Джордано, който оставя трайна следа в творчеството на младия художник. През 1682 г. Паоло де Матейс се премества в Рим и среща художника Джовани Мария Моранди, който го въвежда в средите на Академията на Сан Лука. Също в Рим художникът среща и маркиз Гаспар Мендес де Харо Гузман, който през 1682 г. е назначен за вицекрал на Неапол. Следвайки маркиза Паоло де Матейс се връща в Неапол през 1683 г.
Художникът не престоява дълго в Неапол. От 1703 до 1705 г. работи в Париж под покровителството на крал Луи XIV. По-късно се премества в Калабрия, а от там в Генуа, където рисува „Непорочното зачатие“.
Завръщайки се в Неапол, той рисува стенописите в неаполитанските църкви, включително декорациите в параклиса Сант Игнацио, в църквата „Gesù Nuovo“ (Новият Христос). Между 1723 и 1725 г. художникът живее в Рим, където работи върху поръчка, получена от папа Инокентий XIII.
Паоло де Матейс е работил и в Австрия, Испания, Англия и Франция.
В Неапол художникът е имал доста ученици и последователи, сред които са и трите му деца от брака с неаполитанката Росолена Пероне, дъщеря на скулптора Микеле Пероне. Паоло де Матейс умира на 26 юли 1728 и е погребан в църква в Неапол.

## Творби на Паоло де Матейс
Негови творби се намират в Рим, Париж, Генуа, Неапол, Мадрид, както и в Калабрия и в други южно-италиански градове като Таранто, Салерно, Лече, Касино, Лучера и Гаета.
- Паоло де Матейс
„Отвличането на Европа“
Музей на изкуството в Лодз, Полша
- Паоло де Матейс
„Алегория на мира“
Музей Каподимонте, Неапол
- Паоло де Матейс
„Даная“
Музей за изящни изкуства, Валенсия, Испания
- Паоло де Матейс
„Поклонението на овчарите“
Музей на изкуството, Далас
- Паоло де Матейс
„Полифем и Галатея“
Музей на изкуството, Бразилия
- Паоло де Матейс
„Свети Никола от Бари“
Музей на изкуството, Атланта, Джорджия